# ۲مس ۰۴۱۵–۰۹۳۵

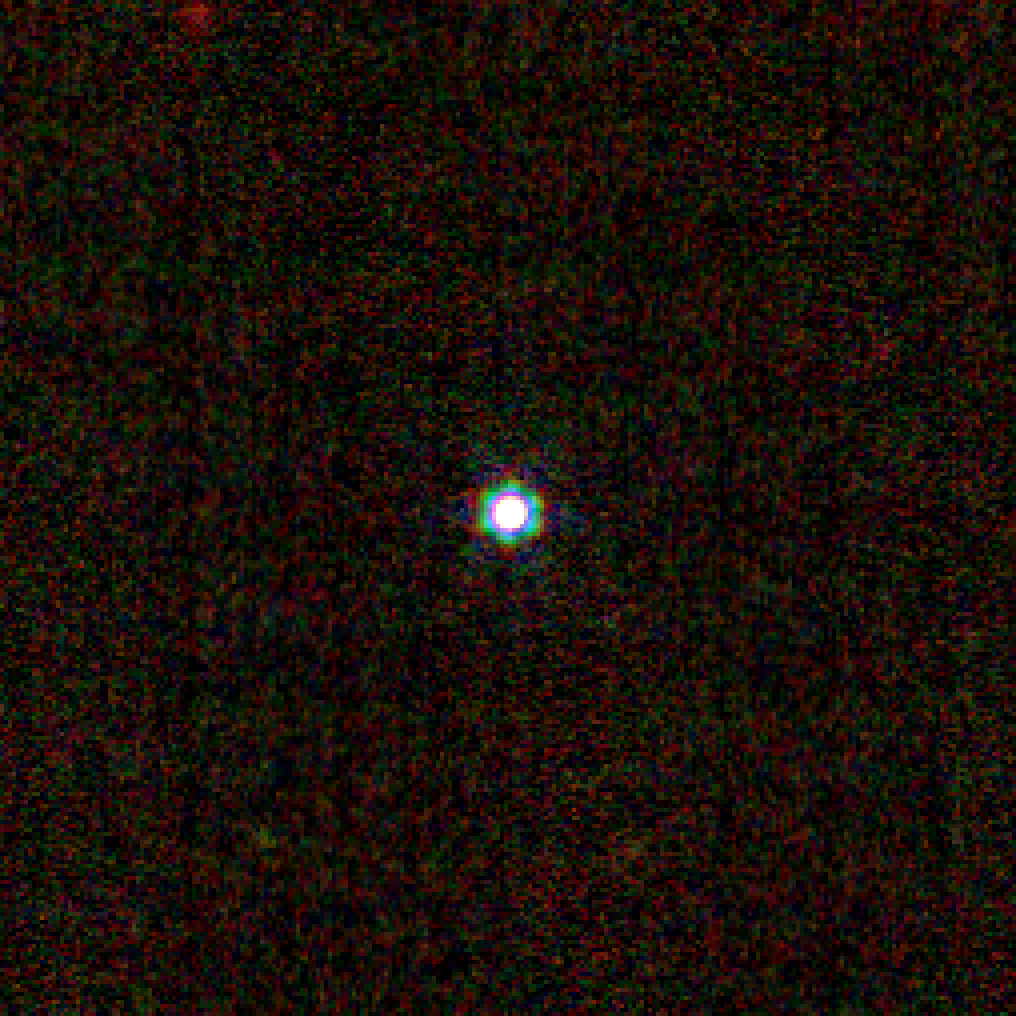
نمایی از «۲مس ۰۴۱۵-۰۹۳۵»، تصویربرداری‌شده توسط تلسکوپ جیمز وب

۲مس ۰۴۱۵-۰۹۳۵ یک ستاره است که در صورت فلکی جوی قرار دارد.